# Mouvement contestataire pro-Morsi
Des manifestations pro-Morsi ont lieu en Égypte du 3 juillet 2013 au 8 juin 2014 après la destitution de Mohamed Morsi . Les pro-Morsi se regroupent d'abord à Nasr City, tout juste après le coup d'État. Le 7 août, le premier ministre Hazem el-Beblawi menace de disperser les manifestants, ce qu'il fera le 14 août suivant, provoquant de nombreux morts parmi les protestataires.

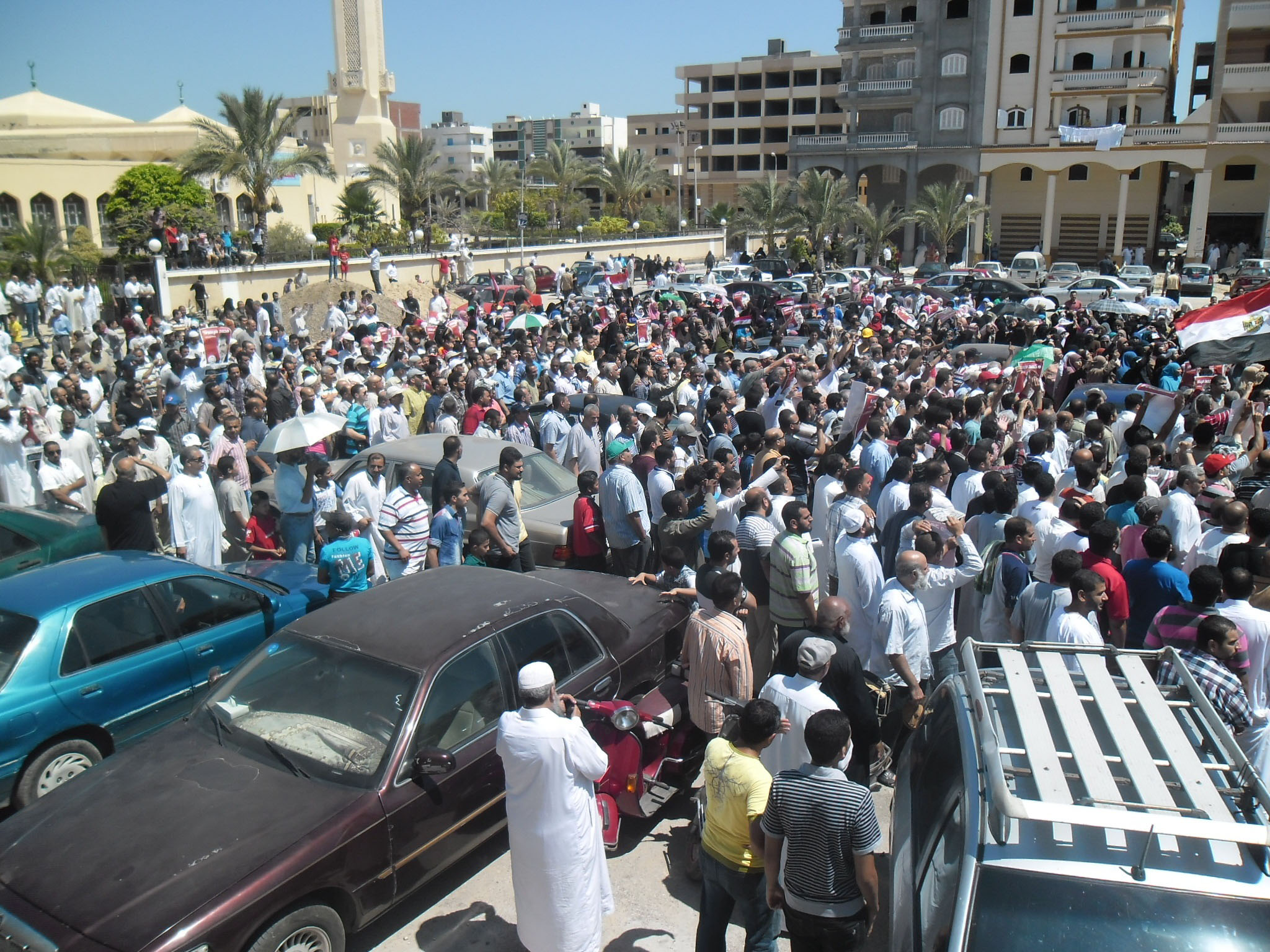